# Slogan do movimento huti
O slogan do movimento Houthi (oficialmente chamado Ansar Allah), um grupo rebelde no Iêmen, consiste na bandeira branca com as cores vermelho e verde. Com o lema, é parcialmente modelado no lema do Irã revolucionário, e lê "Deus é o Maior, Morte à América, Morte a Israel, Maldição sobre os Judeus, Vitória ao Islã" em texto árabe.

## História
O slogan "Deus é o Maior, Morte à América, Morte a Israel, Maldição sobre os Judeus, Vitória ao Islã" originalmente não estava ligado ao movimento Houthi. Sua origem exata é disputada. Algumas fontes afirmam que ele foi cantado pela primeira vez na escola Imam al-Hadi em Marran em janeiro de 2002, enquanto outros afirmam que Hussein Badreddin al-Houthi o usou depois de ver imagens de um jovem palestino morrendo nos braços de seu pai durante a Segunda Intifada em 2000. O slogan acabou se tornando um sinal de protesto público contra a ditadura do presidente do Iêmen, Ali Abdullah Saleh. Foi usado pela primeira vez durante uma visita de Sa'dah por Saleh em janeiro de 2003. Na época, o presidente pretendia fazer um discurso durante as orações de sexta-feira, mas foi abafado pelos moradores locais que gritavam o slogan para protestar contra suas políticas. O governo do Iêmen respondeu com uma repressão e 600 pessoas foram presas por terem usado o slogan. Isso só piorou a situação, no entanto, e o slogan se espalhou no norte do Iêmen.
O movimento Houthi adotou oficialmente o slogan na sequência da invasão do Iraque em 2003, que foi amplamente condenada no mundo árabe. Isso trouxe o movimento em rota de colisão total com o governo, já que este último manteve sua política pró-americana oficial apesar da oposição pública. O slogan foi proibido, mas os houthis recusaram-se a descartá-lo, argumentando que a constituição do Iêmen protegia a liberdade de expressão. Em 2004, as repressões contra o slogan, bem como contra o movimento Houthi, se intensificaram. Muitos houthis foram presos e até mesmo torturados por tê-lo usado. O conflito entre os houthis e o governo acabou resultando no surgimento de uma insurgência violenta no norte do país. Apesar das implicações religiosas de seu slogan, os houthis se identificam como um grupo nacionalista iemenita que se opõe à opressão de todos os iemenitas, incluindo muçulmanos sunitas, por estrangeiros. Embora o slogan seja o símbolo mais proeminente do movimento Houthi, frequentemente exibido em cartazes e bandeiras, os Houthis também são a bandeira regular do Iêmen como símbolo de protesto. A bandeira palestina também é usada pelos partidários de Houthi em apoio à causa palestina.
No entanto, alguns defensores do Houthi enfatizam que sua ira pelos EUA e Israel é direcionada aos governos da América e de Israel. Ali al-Bukhayti, o porta-voz e mídia oficial dos Houthis, rejeitou a interpretação literal do slogan ao declarar em uma de suas entrevistas que "não queremos realmente a morte de ninguém. O slogan é simplesmente contra a interferência daqueles governos". Nas emissoras de rádio e TV afiliadas a Houthi, eles usam conotações religiosas associadas à jihad contra Israel e os EUA. O movimento também chamou a Arábia Saudita de "um estado fantoche dos EUA".